# Jonathan González (Fußballspieler, 1999)
Jonathan Alexander González Mendoza (* 13. April 1999 in Santa Rosa Kalifornien) ist ein US-amerikanisch-mexikanischer Fußballspieler. Der Mittelfeldspieler steht beim mexikanischen Erstligisten CF Monterrey unter Vertrag und ist seit Februar 2018 mexikanischer Nationalspieler.

## Karriere

### Verein
Nachdem er zuvor in seiner US-amerikanischen Heimatstadt Santa Rosa für Atletico Santa Rosa gespielt hatte, wechselte Jonathan González 2014 in die Jugend des mexikanischen Vereins CF Monterrey. Zur Saison 2017/18 wurde er in die erste Mannschaft des Erstligisten befördert. Am 22. Juli 2017 (1. Spieltag der Apertura) debütierte er beim 0:0-Unentschieden gegen die Monarcas Morelia in der höchsten mexikanischen Spielklasse. In der Folge etablierte sich der 18-jährige González als Stammkraft im Mittelfeld und erreichte mit den Rayados das Endspiel der Liguillas der Apertura 2017, welches man jedoch gegen die UANL Tigres verlor. In der Apertura 2017 des Copa Méxicos lief es für seinen Verein besser und dieser Wettbewerb konnte erfolgreich gewonnen werden. Insgesamt bestritt González in der gesamten Spielzeit 2017/18 wettbewerbsübergreifend 43 Pflichtspiele. In der folgenden Saison 2018/19 litt er unter Verletzungsproblemen und verlor auch deshalb seinen Stammplatz alsbald. Sein erstes Tor gelang ihm am 6. Januar 2019 (1. Spieltag der Clausura) beim 5:0-Heimsieg gegen den CF Pachuca. Am 2. Mai 2019 gewann er mit dem CF Monterrey die CONCACAF Champions League. In dieser Spielzeit absolvierte er 32 Pflichtspiele, in denen er einen Torerfolg verbuchen konnte. Im Dezember 2019 errang er mit dem CF Monterrey seine erste Meisterschaft, als man in den iguillas der Apertura 2019 über den Club América triumphierte. In dieser Saison 2019/20 wurde er aber nur noch sporadisch eingesetzt und bestritt insgesamt 24 Pflichtspiele.

### Nationalmannschaft
Da der Sohn mexikanischer Eltern in den Vereinigten Staaten geboren wurde, ist er im Besitz beider Staatsbürgerschaften und wäre dadurch für beide Nationalmannschaften spielberechtigt. González spielte in verschiedenen US-amerikanischen Jugendauswahlen. Von der U-14 bis zur U-20 trug er das Trikot der Stars and Stripes, bis er im Januar 2018 die Absicht erklärte für Mexiko auflaufen zu wollen. Schließlich erhielt er am 24. Januar 2018 das Einverständnis der FIFA und konnte ab diesem Zeitpunkt für die mexikanische Nationalmannschaft spielen. Eine Woche später debütierte González für Mexiko, als er beim 1:0-Testspielsieg gegen Bosnien und Herzegowina in der 56. Minute für Elías Hernández eingewechselt wurde.

## Erfolge

### Verein
CF Monterrey 
- Liga MX: Apertura 2019
- Copa México: Apertura 2017
- CONCACAF Champions League: 2019

### Persönliche Auszeichnungen
- Liga-MX-Team der Saison: Apertura 2017